# 施泰因萬德山 (上施瓦布山脈)
47°39′54″N 14°44′50″E / 47.66500°N 14.74722°E
施泰因萬德山（德語：Steinwand），是奧地利的山峰，位於該國東南部，由施泰爾馬克州負責管轄，屬於上施瓦布山脈的一部分，海拔高度950米，每年平均降雨量1,513毫米。